# Карољ Барањи
Карло Карољ Барањи (мађ. Bárányi Károly, Нови Сад, 3. новембар 1894 — Нови Сад, 13. март 1978) био је српски и мађарски вајар и керамичар, један од најистакнутијих представника модерне скулптуре у Војводини 20. века.

## Биографија

### Младост и образовање
Рођен је у новосадској радиничкој породици. Основно образовање стекао је у Сремским Карловцима и Новом Саду, где је завршио гимназију. Прве уметничке часове добио је од Јожефа Пехана и Шандора Олаха у Будимпешти. Студирао је на Филозофском факултету у Будимпешти (1912–1914) и Академији уметности у Минхену код Петера Кордеа.
Године 1923. основао је Удружење војвођанских уметника, а 1924–1925. усавршавао се у Паризу код Камила Гарниера, где је стекао знања из архитектонске пластике.

## Уметнички рад

### Међуратни период
Након повратка у Војводину, Барањи се специјализовао за керамичку пластику. У сарадњи са Иваном Табаковићем створио је четири керамопластична паноа за југословенски павиљон на Светској изложби у Паризу 1937. године, која су награђена Гран пријем. Њихова алегоријска дела „Далматинка“, „Мотив из Србије“, „Босански мотив“ и „Хрватско пролеће“ представљају врхунац међуратне примењене уметности.
Његово најпознатије дело из овог периода је монументална скулптура „Икар“ (1938) која је украшавала зграду ваздухопловне команде у Земуну.

### Послератни период
Након Другог светског рата, Барањи је реконструисао уништене рељефе српских владара на згради Бановине у Новом Саду (1945). Године 1956. прелази на стилизоване форме са елементима фолклора, посебно у мањим керамичким формама и портретима.

## Значајна дела
- Девојка која се чешља (1962) – бронзана скулптура у Темерину[3]
- Бик – скулптура испред Основне школе „Кокаи Имре“ у Темерину[6]
- Рељефи српских краљева и војвода на згради Бановине у Новом Саду (реконструкција 2006)[4]
- Керамички панои у Парку на Палићу[9]

## Легат и признања
Године 1984. Злата Марков Барањи поклонила је Темерину 41 дело свога супруга и 14 сопствених радова, чиме је основан Легат Барањи у оквиру Културног центра „Лукијан Мушицки“. Барањијева дела чувају се у:
- Галерији Матице српске
- Народном музеју Зрењанин
- Градском музеју Суботица[6]

Године 1937. добио је Гран при на Светској изложби у Паризу, највише признање за примењену уметност у међународном контексту.